# Processo Remer
Il processo Remer è stato un procedimento tenuto nel marzo 1952 davanti al Tribunale Regionale di Braunschweig contro l'ex Maggiore Generale Otto Ernst Remer per diffamazione e vilipendio della memoria del defunto. Il processo suscitò grande attenzione in Germania occidentale perché riabilitò i combattenti della Resistenza dell'attentato a Hitler del 20 luglio 1944. Alla vedova di Claus von Stauffenberg, ad esempio, la Repubblica Federale aveva negato la pensione fino al momento del processo; Remer fu condannato a tre mesi di reclusione ma non scontò la pena perché riuscì a fuggire all'estero.

## Storia
Il 20 luglio 1944, il maggiore Otto Ernst Remer, in qualità di comandante del battaglione di guardia di Berlino, ricevette l'ordine dal generale Paul von Hase, un cospiratore, di arrestare Joseph Goebbels. Grazie al collegamento telefonico organizzato da Goebbels con Adolf Hitler nel quartier generale in Prussia orientale, Remer riuscì a convincersi che il "Führer" fosse ancora vivo e ricevette da "Hitler" l'ordine di far cessare il putsch. Durante questa conversazione telefonica, Hitler lo promosse a colonnello. Nei mesi precedenti la fine della guerra arrivò al grado di maggiore generale.
Nel 1950, Remer fu uno dei fondatori del Partito Socialista del Reich. In occasione di un evento del partito nel maggio 1951, descrisse gli assassini del 20 luglio 1944 come traditori, che sarebbero stati assicurati alla giustizia in breve tempo e processati per tradimento da un tribunale tedesco. Nel giugno 1951, il ministro federale degli Interni Robert Lehr, un confidente di Carl Friedrich Goerdeler, presentò una denuncia penale contro Remer per diffamazione. Presso la procura di Braunschweig, il procuratore capo responsabile, lo SA-Rottenführer Erich Günther Topf, ex membro dello NSDAP, inizialmente rifiutò di accettare la denuncia perché secondo il suo parere non aveva "alcuna prospettiva di successo certo". Il procuratore capo Fritz Bauer intervenne, cercò di convincere Topf e organizzò il suo trasferimento a Lüneburg. Lo stesso Fritz Bauer rappresentò l'accusa contro Remer per diffamazione della personalità in combinazione con la diffamazione della memoria del defunto.
Quando Anna von Harnack, sorella del combattente Ernst von Harnack, presentò anch'essa una denuncia contro Remer nel dicembre 1951, Bauer chiese con successo ai parenti dei membri dell'Orchestra Rossa di ritirarla perché non voleva che il loro diritto alla resistenza diventasse oggetto del procedimento.

## Il processo
Questo processo, che si svolse nel marzo 1952, attirò l'attenzione dell'opinione pubblica e, secondo il giurista Rudolf Wassermann, fu il "più importante processo a sfondo politico dopo i processi per crimini di guerra di Norimberga e prima del processo di Francoforte". Fu deliberatamente inteso da Bauer come un segnale politico. "L'accusato era il regime nazista. Chiedendo il rispetto dovuto ai resistenti del 20 luglio, Bauer costrinse il tribunale a condannare il regime nazista come Stato ingiusto".
L'obiettivo di questo processo fu quindi quello di confutare definitivamente le accuse di alto tradimento e violazione del giuramento che erano già state rivolte ai resistenti, in particolare verso i soldati, accennando all'accusa di tradimento nel caso dei contatti dei resistenti con l'estero nel periodo precedente al progetto di colpo di Stato. Il caso dell'effettiva rivelazione di segreti militari agli Alleati, come praticato dal maggiore generale Oster, non è stato esplicitamente considerato nelle perizie, ma tuttavia, alcune formulazioni potrebbero essere interpretate come una condanna implicita di queste azioni.
Quattro perizie sostennero l'accusa: due professori di teologia protestanti (Künneth e Iwand), un teologo cattolico (Angermair) e l'ex generale in pensione Friebe. Tutti giunsero alla conclusione unanime che i resistenti del 20 luglio non furono dei traditori, ma al contrario avevano agito per il bene della Germania.
(Sentenza del tribunale regionale di Braunschweig del marzo 1952.)
Al termine del processo durato una settimana, Remer fu condannato a tre mesi di reclusione. Nelle motivazioni della sentenza, che seguirono tutti i punti principali delle perizie, gli assassini del 20 luglio furono espressamente assolti dal sospetto di tradimento e alto tradimento:
()
L'enorme attenzione mediatica fece sì che «la settimana del [...] "Processo Remer" diventasse una lezione pubblica, anzi un atto normativo che pose le basi decisive per l'ancoraggio del 20 luglio 1944 nella coscienza storica della Repubblica Federale». Il processo ebbe un innegabile impatto sull'opinione pubblica sul tema dell'attentato del 20 luglio. In un sondaggio condotto sei mesi prima del processo, solo il 38% degli intervistati dichiarò di approvare l'atto del 20 luglio, mentre il 24% si dichiarò contrario e il 38% era indeciso. Nove mesi dopo il processo, invece, il 58% degli intervistati dichiarò di non considerare gli assassini come traditori. Solo il 7% circa ha risposto positivamente a questa domanda e l'accusa di tradimento è stata particolarmente sentita tra i giovani sotto i 21 anni, con il 16%.